# Knoevenagel (Unternehmen)

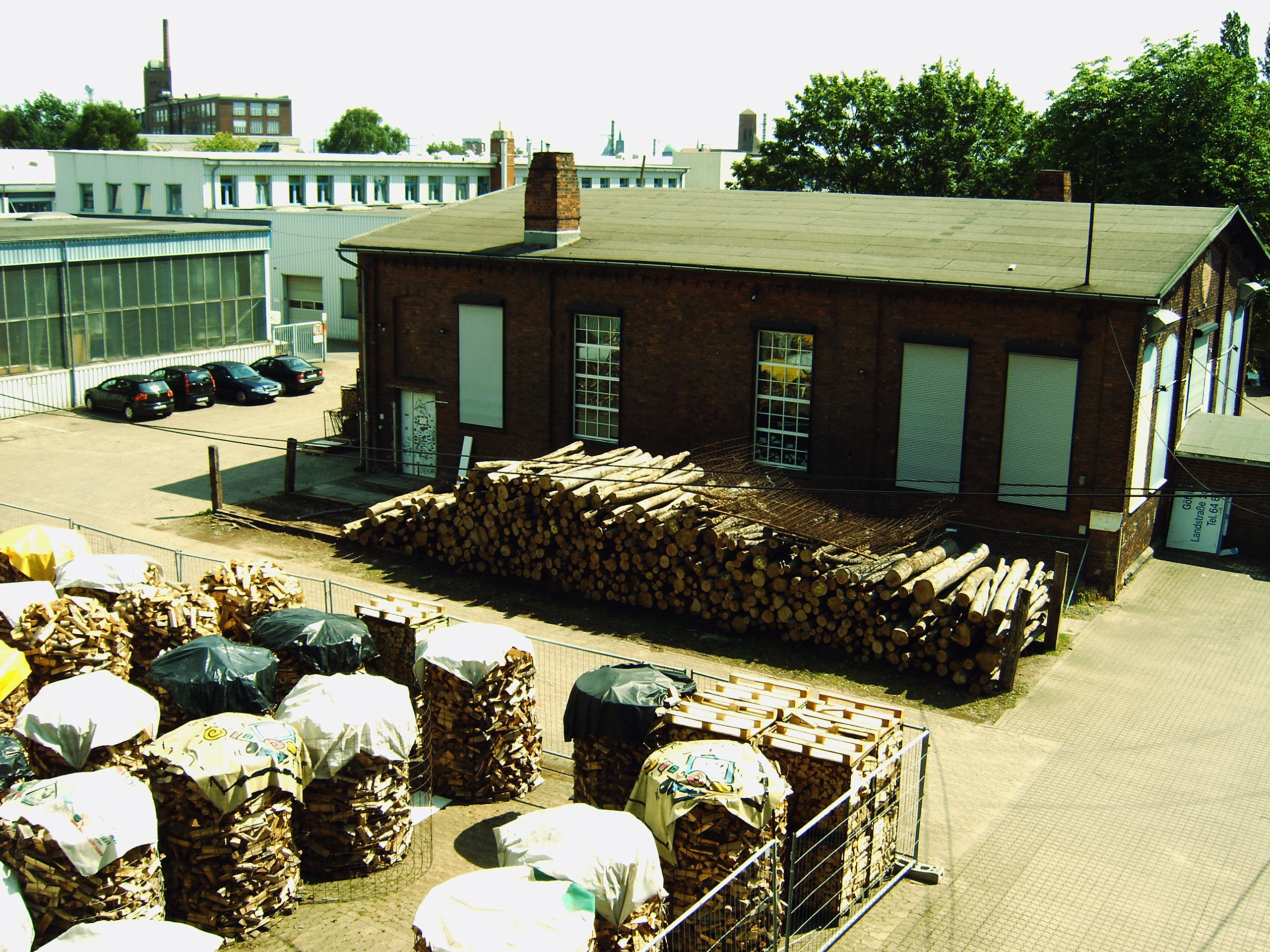
Blick über das ehemalige Firmengelände mit der alten Maschinenhalle (heute Konzertbühne des Musikzentrums Hannover)

Die Knoevenagel GmbH & Co. KG war eine Maschinenfabrik in Hannover. Sie ging auf das 1856 von Albert Knoevenagel gegründete Unternehmen zurück und war unter verschiedenen Firmennamen über vier Generationen in Familienbesitz, bevor sie 1991 geschlossen wurde.

## Geschichte

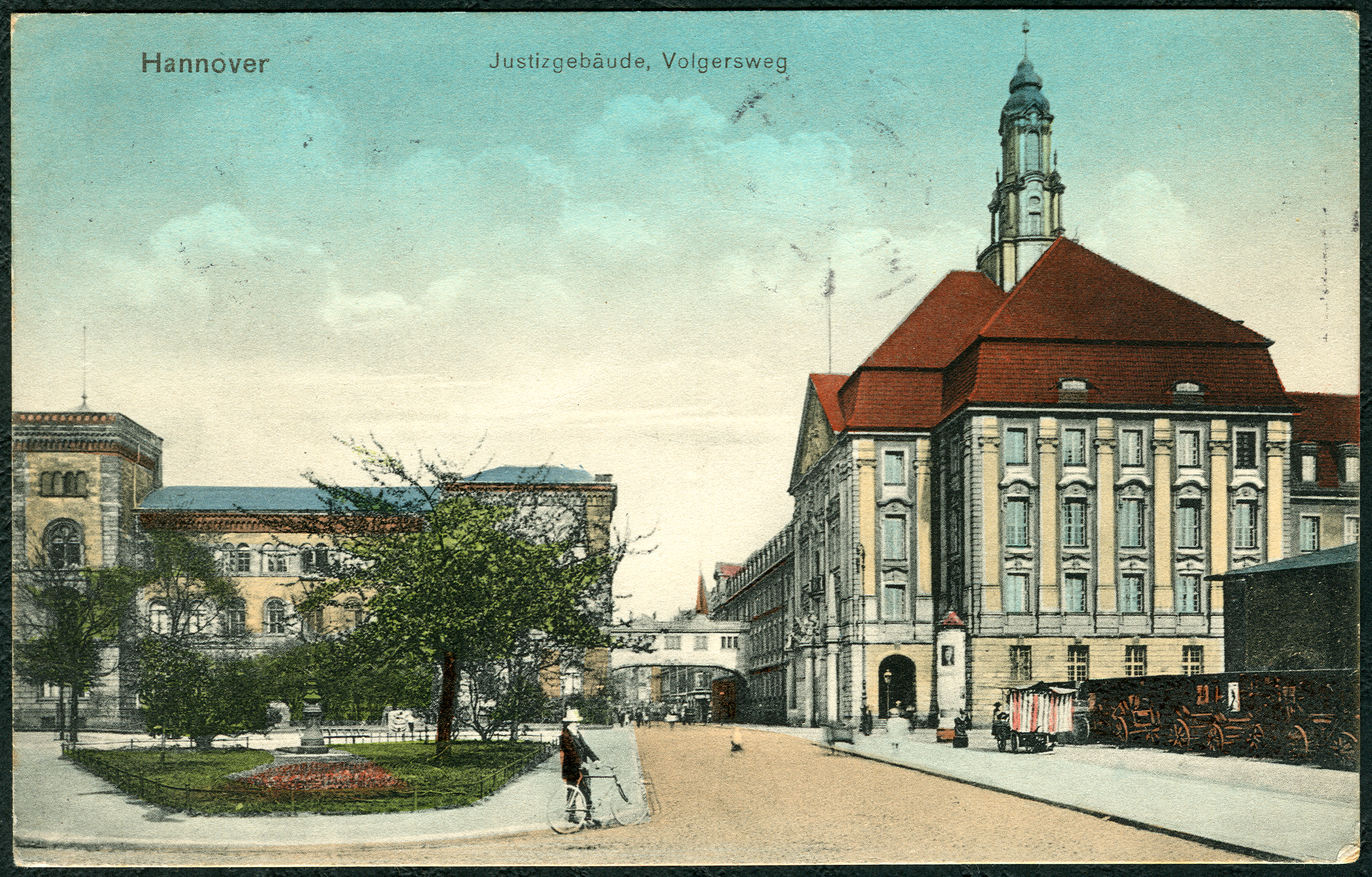
Um 1900: Die ehemaligen Bauten der Maschinenfabrik A. Knoevenagel (rechts im Bild) am Volgersweg Ecke Augustenstraße, dahinter das (heutige) Amtsgericht mit Verbindung zum Landgericht;
kolorierte Ansichtskarte Nr. 17 der Norddeutschen Papier-Industrie

Am 6. April 1856 gründete Albert Knoevenagel seinen eigenen Betrieb in der Falkenstraße in Linden. Mithilfe von sofort eingestellten acht Gesellen begann er mit der Produktion von Werkzeugmaschinen, Bandsägen und landwirtschaftlichen Geräten, um vier Jahre später auch Dampfmaschinen zu bauen: „Das Firmenbanner, mit dem die Arbeiter der Maschinenfabrik A. Knoevenagel in Linden vor Hannover 1861 zur Einweihung des Ernst-August-Denkmals marschierten, zierte eine liegende Horizontaldampfmaschine.“ Darüber hinaus belegt das Ernst-August-Album weitere Banner der „geschmackvoll costümirten Arbeiter dieser Fabrik“, die das Album unter den Bannern auch anderer bedeutender Firmen seiner Zeit in einer Zeichnung darstellt.
Wohl schon in Linden begann die Firma auch mit der Herstellung von Güterwagen-Untergestellen. Aus Platzmangel wurde der Betrieb jedoch verlegt „auf das nach Konkurs der Wagenfabrik Lücke 1862/65 erworbene Grundstück an der Umfuhr hinter dem Bahnhof (heute Bereich Augustenstraße)“. Auf dem dortigen Gelände, das zuvor größtenteils dem Rittergutsbesitzer Friedrich Willmer gehörte, wurde der „Bau von offenen und gedeckten Güterbahnen für die hannoversche Staatsbahn und weitere Eisenbahngesellschaften“ verstärkt sowie Weichen und anderer Eisenbahnbedarf produziert. Mit 220 Arbeitern erreichte das Unternehmen 1872 seine höchste Beschäftigtenzahl, stellte den Güterwagenbau jedoch 1873 ein und konzentrierte sich auf die Herstellung von Bahnbedarfsartikeln. Vor allem aber lag der Bau von Dampfmaschinen nach dem Albert Knoevenagel erteilten Patent für die „Präcisions-Ventilsteuerung für Dampfmaschinen mit vom Regulator beeinflusster Expansion“.
Knoevenagel hielt neben weiteren Patenten auch eines für „Transmissionen in einer für Deutschland neuen Bauart.“

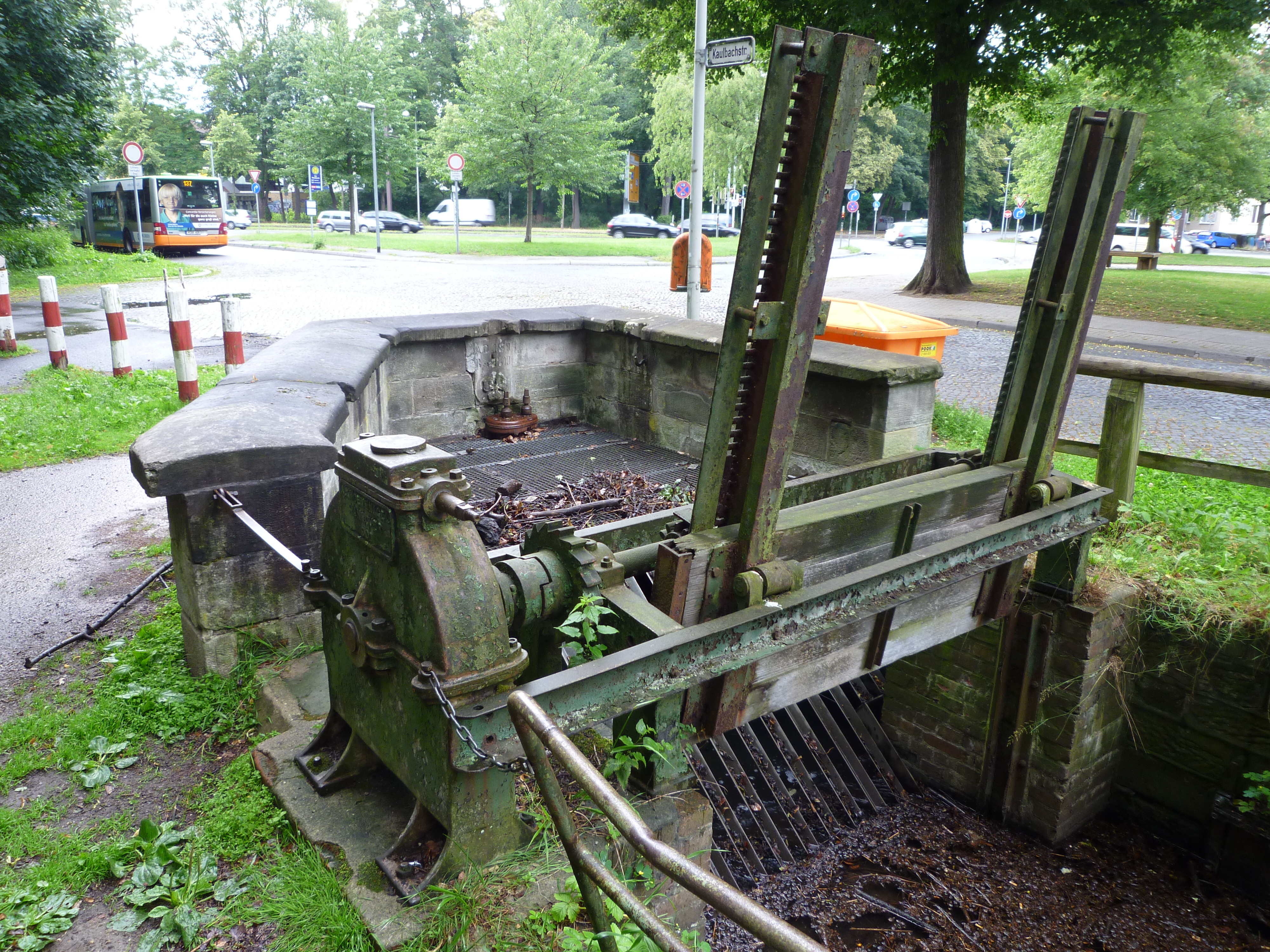
Das Sperrwerk am Wolfsgraben in der Eilenriede mit der Beschriftung „A. Knoevenagel / 1907“

1887 wurde eine Gießerei in der Hüttenstraße in Vahrenwald eingerichtet und im Jahr 1900 schließlich das gesamte Unternehmen dorthin verlegt. Das Firmengelände lag zwischen der Hüttenstraße, der 1911 angelegten Emil-Meyer-Straße (die in der Zeit des Nationalsozialismus in Bessemerstraße umbenannt war), der Glashütten-, Pettenkofer- und Halkettstraße.
Nach dem Tode von Albert Knoevenagel blieb das Unternehmen noch drei Generationen in der Hand der Familie.
Im Jahr des 75-jährigen Firmenjubiläums 1931 waren neben dem Eisenbahnbedarf die Hauptfertigungsbereiche Maschinen-, Dampfkessel- und Apparatebau sowie Spezialmaschinen für die Holzbearbeitung und für Tiefbohranlagen. In den 1980er Jahren konstruierte und baute die Firma Spezialmaschinen für die Möbelindustrie und belieferte auch andere Zweige der „Nichteisenmetallindustrie“. Nach dem Verkauf der Firma ging das Unternehmen 1991 in die Insolvenz und wurde daraufhin geschlossen.

## Nachnutzungen

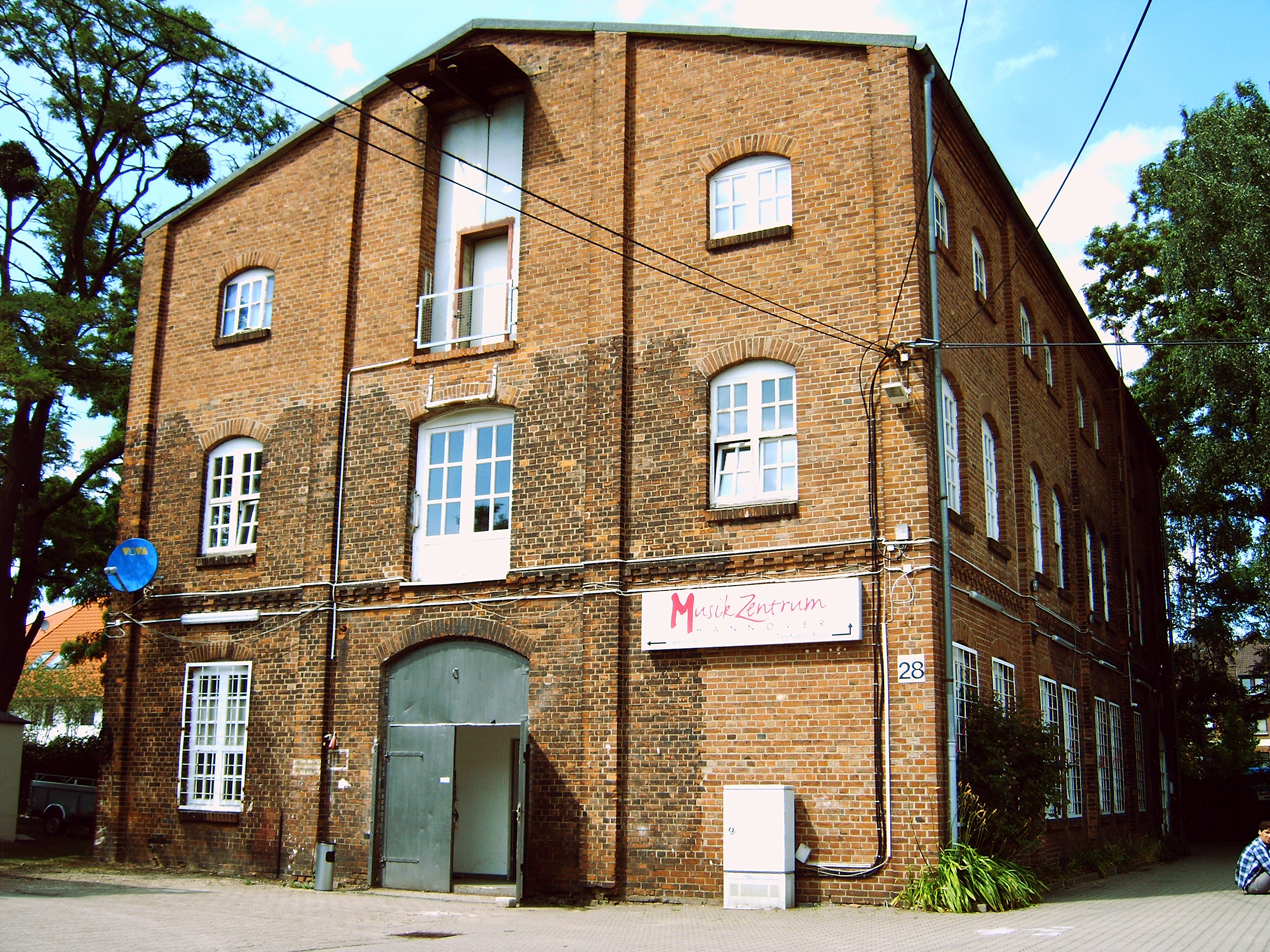
Die ehemalige Modellbauhalle wird heute vom Musikzentrum Hannover genutzt.

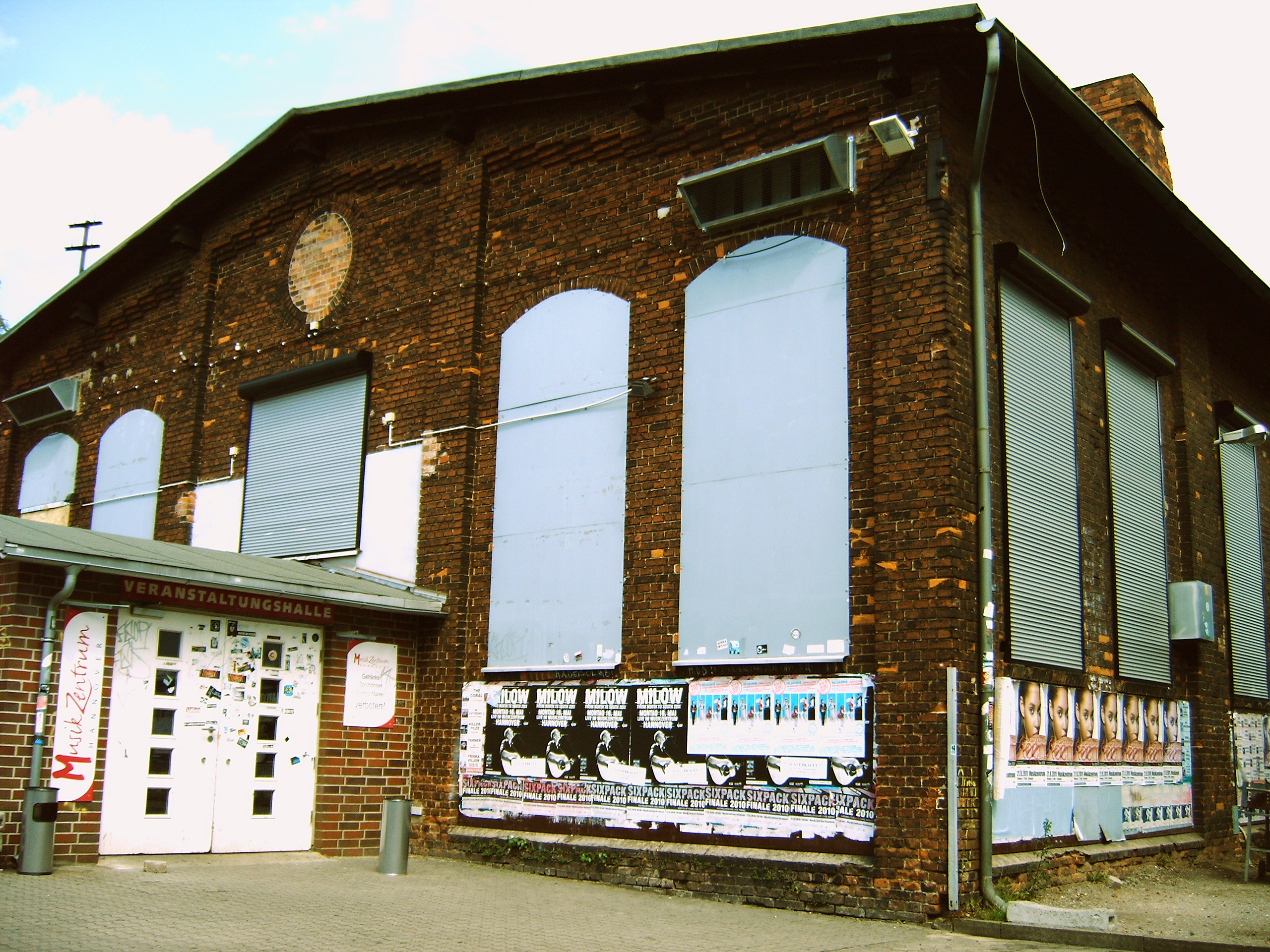
Die ehemalige Produkten-Garage, heute Veranstaltungshalle des Musikzentrum Hannover mit Konzertbühne

- 1992 erwarb der Maschinenbauer Böttcher und Renardy in Bennigsen vom Insolvenzverwalter die Rechte an den Konstruktionen der Holzbearbeitungsmaschinen (die damals zum Teil für die CNC-Steuerung ausgelegt waren) sowie einen Teil der ehemals für diese Maschinen zuständigen Belegschaft. Außerdem erwarb die Firma das Recht, den Namen Knoevenagel in ihrem Firmenlogo zu gebrauchen.[11] Die Rechte an Fräsmaschinen für Aluminiumblockbearbeitung wären vom Insolvenzverwalter nach Düsseldorf verkauft worden, diejenigen für Stahl- und Kesselbau in die Gegend um Eschwege.
- 1993 mietete das gemeinnützige Musikzentrum Hannover die ehemalige Modellhalle und baute sie für ihre Zwecke mit Übungsräumen sowie Tonstudio um.[12] Die ehemalige Produktengarage wurde zum Musiktheater umgebaut.

Nutzer der Hallen aus der Nachkriegszeit sind heute unter anderem die:
- Hannoverschen Werkstätten

- Die Anteile die an den Insolvenzverwalter (Anlagen für die NE-Industrie, Fräsmaschinen für die Aluminiumblockbearbeitung) wurden von der Firmen Mannesmann Demag Technica und Mannesmann Demag Sack übernommen und erfolgreich im Weltmarkt weitergeführt.
- 1998 fusionierte die Firma Mannesmann Demag mit der Firma SMS Schloemann AG zur SMS Siemag.
- Seit 1998 sind diese Produkte bei der Firma SMS Meer GmbH in Mönchengladbach angesiedelt und auf allen Weltmärkten vertreten.